# الحفلة الموسيقية (فلم)
الحفلة الموسيقية (بالإيطالية: Ballando ballando)، (بالفرنسية: lə bal)، هُو فيلم جزائري إيطالي فرنسي من دون حوار صدر سنة 1983، وأخرجه المُخرج إيتوري سكولا.

## وصلات خارجية
- مقالات تستعمل روابط فنية بلا صلة مع ويكي بيانات